# El Almendro (Spanje)
El Almendro is een gemeente in de Spaanse provincie Huelva in de regio Andalusië met een oppervlakte van 170,61 km². El Almendro telt 838 inwoners (1 januari 2016).

## Demografische ontwikkeling
Bron: INE, 1857-2011: volkstellingen